# 龔綬
龔綬，（1891年—1969年），傣族，原名刀樾春，字印章，為南甸宣撫司土司。1912年辛亥革命之後，刀樾春主張其先祖為隨明軍南遷的漢人，而非擺夷後裔，向政府陳請全族由刀姓改為龔姓，恢復漢族身份。龔綬曾因反對改土歸流而被雲南省民政廳囚禁兩年。1940年，龔綬的長子龔統政襲封宣撫司，但重大事情仍由龔綬決斷。1950年雲南解放，龔綬選擇與中國共產黨合作，而其子末代土司龔統政則負隅頑抗，隨著國軍退入緬甸。1952年，龔綬被選為首任的梁河縣長。1953年龔綬被選為德宏區副區長，後德宏區改為德宏州，龔綬仍任副州長。1954年，龔綬被選為全國人大代表。1969年，龔綬亡於文化大革命，1979年獲得平反。